# 카자흐스탄소경두더지쥐
카자흐스탄소경두더지쥐 또는 우랄소경두더지쥐(Spalax uralensis)는 소경쥐과에 속하는 설치류의 일종이다. 카자흐스탄의 토착종으로 우랄강 분지와 유일 강의 홍수림, 테미르, 엠바강을 따라 발견된다. 서식지 범위는 약 100,000 km2이다.